# Bramston Beach
Bramston Beach – miasto w Australii, w stanie Queensland, nad Oceanem Spokojnym.